# El Fuerte kommun
El Fuerte är en kommun i Mexiko.   Den ligger i delstaten Sinaloa, i den västra delen av landet, 1 200 km nordväst om huvudstaden Mexico City. Arean är 3 843 kvadratkilometer.
Terrängen i El Fuerte är kuperad åt nordost, men åt sydväst är den platt.
Följande samhällen finns i El Fuerte:
- El Fuerte de Montes Claros
- San Blas
- Mochicahui
- Benito Juárez
- Huepaco
- Tehueco
- Kilómetro 26
- Camajoa
- La Bajada del Monte
- La Arrocera
- La Genoveva
- El Ranchito
- Mulanjey
- Palo Verde
- Lázaro Cárdenas
- Estación Hoyancos
- Campo Seco
- Jahuara Primero
- Colonia 12 de Agosto
- Kilómetro 19
- Buenavista
- Tesila
- El Aliso
- Las Cabanillas
- Producto de la Revolución
- Rincón de Aliso
- Cuesta Alta
- Batebe
- El Tepehuaje
- La Capilla
- Llano de los Soto
- Zozoriqui
- La Misión Vieja
- El Sufragio
- La Línea
- La Carrera
- Tetamboca
- San José de Cahuinahua
- Santa María
- La Curva
- Santa Blanca
- Campo Cuatro
- El Mahone
- Cerrillos Número Uno
- Bacapaco
- Bialacahui
- Jupare
- San Rafael
- Los Ayon
- El Alhuate
- Basoteve
- Rancho de los Pachecos
- San Antonio
- Los Charcos
- Joaquín Amaro
- La Cruz